# احمد بهروزی
احمد بهروزی (زاده ۱۳۲۲ - درگذشته مهر ۱۳۸۳) بازیگر سینما و تئاتر اهل ایران بوده‌است.
وی در قطعه هنرمندان، بهشت زهرا به خاک سپرده شده‌است.

## بازیگر
- فاتح (۱۳۷۴)
- مرد آفتابی (۱۳۷۴)
- ویرانگر (۱۳۷۴)
- پاییز بلند (۱۳۷۲)
- سام و نرگس (۱۳۷۹)
- دزد و نویسنده (۱۳۶۵)
- پلاک (۱۳۶۴)
- تفنگ شکسته (۱۳۶۴)
- طغیان (۱۳۶۴)
- پیراک (۱۳۶۳)
- حادثه (۱۳۶۳)
- بالاش (۱۳۶۲)
- تفنگدار (۱۳۶۲)
- زخمه (۱۳۶۲)
- سفیر (۱۳۶۱)
- بازرس ویژه (۱۳۶۰)
- گزارش (۱۳۵۶)